# ザ・モーニング・エクスチェンジ
『ザ・モーニング・エクスチェンジ（The Morning Exchange）』（略して「MX」と呼ばれる）は、1972年から1999年にアメリカ・オハイオ州クリーブランドのWEWS-TV（チャンネル5）で放送された朝のテレビ番組。
高く評価され、影響力のある番組である1970年代の典型的な日には、クリーブランド市場の全てのテレビの3分の2以上が『ザ・モーニング・エクスチェンジ』に合わせられていた。1975年、ABC（WEWS-TVが系列局）は当番組の成功を認め、MXを（当時の新しい）朝の全国番組のテンプレートとして使用し、『グッド・モーニング・アメリカ』を制作した。

## 歴史
『ザ・モーニング・エクスチェンジ』には、現在の朝のテレビ番組で使用される多くの要素が組み込まれている。「リビングルーム」セットを使用して、今ではおなじみのニュースと天気のコーナーの概念を毎時冒頭と終盤に確立した最初の朝の番組だった。番組の残りの時間は、一般的な関心事・エンターテイメントのトピックを話し合うために使用された。2006年のインタビューで、スクリップス＝ハワード・ブロードキャスティング（Scripps-Howard Broadcasting）のCEOであるケン・ロウは、「『ザ・モーニング・エクスチェンジ』は、当時ドン・ペリスがとった大きなリスクだった。彼がその性質の朝の番組を提案したとき、多くの人々は彼が自身の心の外にあると思った。もちろん、[番組の形式]が[今日の全てのネットワーク朝の番組の標準]になったのは誰もが知っている」と述べた。番組の長年のホストであるフレッド・グリフィス (テレビパーソナリティ)は、同年の別のインタビューで、画期的な形式について、「私たちは死、セクシュアリティ、キャリアの選択、長期的な関係を築く方法について話した。今では日常的なこと全てについて話したが、[当時]私たちはパイオニアだった」と語っている。
元々『アラン・ダグラス・モーニング・エクスチェンジ（The Alan Douglas Morning Exchange）』と呼ばれ、1972年1月3日に放送開始された当番組は、当時のニュースのみに基づく朝の番組の代わりとして、ドナルド・L・ペリスとウィリアム・F・ベイカー (テレビ)によって制作された。元々、アラン・ダグラスがホストを務め、番組が開始した際、伝統的なニュースデスクセットが使用された。ドン・ウェブスター (メディアパーソナリティ)がアナウンサーを務め、番組のインタビューのいくつかを行い、ジョエル・ローズがニュースを読んだ。1972年3月、ドン・ウェブスターは一時的にWEWS-TVを退職し、共同ホスト及び気象キャスターとなったリズ・リチャーズに代わった。同年7月に、ダグラスは同局を退職し、1966年以来、ニュース部門のメンバーであったグリフィスに取って代わられた。共同ホストとしてのグリフィスの選択は一時的なものに過ぎなかったが、グリフィスは番組の残りの歴史を通して共同ホストであり続けた。
1972年8月、番組のプロデューサーは、ニュースデスクセットを郊外のリビングルームに似たセットに置き換えることを決定し、グリフィス、リチャーズ、ローズは代わりにソファに寄りかかった。プロデューサーは、これにより視聴者がよりリラックスして快適に感じるようになると感じた。ホストが画面上で化学的性質を開発するにつれて形式がよりリラックスしたので、このアイデアはうまくいったように見えた。その結果、多くの視聴者は、放送上のセットは自分のリビングルームの延長であり、個性は家族の一部であると感じた。MXはすぐに非常に人気があり、テレビ視聴者の平均67％が毎日チューニングしている。
この形式は非常に成功したため、ABCは1975年に、当時苦戦した『AMアメリカ』に取って代わった朝の全国番組『グッド・モーニング・アメリカ』のパイロットとして『ザ・モーニング・エクスチェンジ』（以下、GMA）を使用した。この形式はすぐに普及し、すぐにGMAはNBCの『トゥデイ』の視聴率を上回った。その後まもなく、NBCとCBSの両方が朝の番組の形式を採用した。
1979年3月16日、感情的なエピソードで、涙のリチャーズは彼女の子供達の世話に専念するために番組を降板した。これは、彼女の個人的な生活の数年と、クリーブランドのディスクジョッキーであるゲイリー・ディーとの不安定な結婚が他の報道機関の見出しに波及した後のことである。彼女はジャン・ジョーンズに置き換えられた。1983年、ジョーンズはWEWS-TVのコンサルタントになり、番組を降板した。
ジョエル・ローズは1984年にWEWS-TVを去り、ラジオ局WJW（850 AM、現：WKNR）でのトーク番組に専念し、ランディ・ホールは1年半の間、番組の新共同ホストとなった。ローズは1986年に番組に戻り、1990年まで残った。ニュースコーナーの更新は、ジェニー・クリムまたはルー・マグリオのいずれかによって伝えられるようになった。ただし、ローズとは異なり、クリムとマグリオはニュースを読むだけで、共同ホストではなかった。1987年に、リー・ジョーダンは新共同ホストとなり、ホールの以前の離任によって残された空白を埋めた。
1976年から1982年まで、そして1988年から番組が終了するまで、リンダ・ヒルシュはメロドラマのサマリーと予告を提供した。彼女は番組でそのような評判を築き、自身の全国的にシンジケートされた新聞のコラムを与えられた。
デイビッド・モス（現在はWJW (TV)、チャンネル8）は、1985年から1993年までエンターテインメントリポーターを務めた。1990年、ジョン・ルーフマン（現：CBS系列のWOIO、チャンネル19）が番組に参加し、天気予報と多数のライブショットを提供した。1993年、マグリオとモスの両方がWJW-TVの新しい役職に向けて番組を離れ、ルーフマンはWKYC（チャンネル3、および後にWJW-TV）に向けて離任した。ルーフマンはマーク・ジョンソンに置き換えられた。1993年後半、リー・ジョーダンはMXの共同ホストからWEWS-TVの夕方ニュース共同アンカーに移り（離任するウィルマ・スミス (ニュースキャスター)に取って代わった）、元WKYCのアンカーであるコニー・ディーケンに取って代わられた。

### ザ・ウィークエンド・エクスチェンジ（The Weekend Exchange）
1995年から1997年にかけて、番組は『ザ・ウィークエンド・エクスチェンジ（The Weekend Exchange）』と題された土曜日・日曜日版を含むように拡張された。番組はレオン・ビブが単独でホストを務め、平日版とは異なるセットで放送された。『ザ・ウィークエンド・エクスチェンジ』は、ビブが実施したインタビューのみで構成されており、ニュースや天気の最新情報は含まれていなかった。この形式は後に、同じくビブがホストを務めるWEWS-TVの週末の広報 (放送)番組『カレイドスコープ（Kaleidoscope）』に作り直された。

## 衰退
WEWS-TVは当初、『AMアメリカ』を放送せず、後に『グッド・モーニング・アメリカ』を放送しないことを選択し、7:00から9:00までの時間枠で『ザ・モーニング・エクスチェンジ』を放送することを選択した。1978年、WEWS-TVは7:00から8:00まで『グッド・モーニング・アメリカ』の1時間放送を開始し、8:00から10:00まで『ザ・モーニング・エクスチェンジ』の放送を開始した（当時のクリーブランド市場の二次ABC系列局、オハイオ州アクロンを拠点とするチャンネル23のWAKR-TV（後のWAKC及び現：IONテレビジョン直営の放送局WVPX-TV）は、1980年代から1990年代初頭にかけて『グッド・モーニング・アメリカ』全体を放送した）。
1994年9月12日、WJWは、同局の当時の所有者であるニュー・ワールド・コミュニケーションズが関与するグループ全体の取引の一環として、CBSとの提携を解除し、FOXに参加した。移行期間中、CBSは、WEWS-TVの所有者であるスクリップス＝ハワードと、ミシガン州デトロイトにあるWEWS-TVと1回限りのABC直営のWXYZ-TVとの契約交渉を試みた（デトロイトの当時のCBS系列局であるWJBKも、FOXのニュー・ワールドとのグループ契約に関与していた）。代わりに、同社はABCにCBSの意図を通知し、ABCにWEWS-TVに支払う提携料を引き上げるよう説得した結果、ネットワークとのグループ全体の提携協定が、とりわけウェスティングハウスのCBSとの提携協定（およびその後の合併）を引き起こした。ただし、ABCに留まることに同意することに加えて、スクリップスは、ネットワークに対して持っていたローカルスケジュール制御の残りのレバレッジの殆どを失った。これはネットワークの任務を意味するWEWSの場合、『グッド・モーニング・アメリカ』の2時間全体を放送することにも同意する必要がある。1994年までに、WEWS-TVは、GMAの2時間全体を放送しなかった、国内の25の最大のテレビ市場の中で残っている唯一のABC系列局だった。
その動きは『ザ・モーニング・エクスチェンジ』に壊滅的な結果をもたらした。その時間枠は9:00から11:00まで延長され、通勤ラッシュアワーの聴衆を逃した。さらに、在宅主婦及び母親と定めた当初のターゲット層は、開始以来、より多くの女性が労働力に加わり、残った人々が番組の形式を時代遅れと見なし始めたため、殆ど姿を消していた。さらに、他の放送局も早朝に放送するローカル番組の量を増やし始めた。特に、WJWは、FOXの切り替えの結果として、平日の朝のニュース番組を9:00以降に拡大することで、長年にわたって低視聴率だった『CBSディス・モーニング』の損失を簡単かつ成功裏に補った。WEWS-TVの唯一の残りの利点は、『ホーム (1988年のテレビ番組)』、『マイク・アンド・マティ』、『キャリル&マリリン:リアル・フレンズ』など、当時のABCの深夜番組は、全国的に完全に競争力がなく、ABCによる所有権が無く、WEWS-TVがMXを支持して3つのシリーズ全てで行ったように、深夜の墓地スロットに簡単に押し込まれた。
1996年の終わりに、WAKR-TVはABC系列を終了し、WEWS-TVを同地域で唯一のABC系列にするだけでなく、放送局が視聴者を先制ネットワーク番組に誘導できるようにするバッファを削除し、放送局にABC番組をパターンで放送するように追加の圧力をかけた。
1997年に別のスクリップス/ABC契約の一環として、WEWS-TVは9:00に『ライブ・ウィズ・レジス・アンド・キャシー・リー』の放送を開始し、『ザ・モーニング・エクスチェンジ』を10:00から正午までに放送枠を繰り下げた（同局は、1988年に全国シンジケーションで開始して以来、同番組を放送する殆どの放送局より2時間遅れて、11:00から正午まで『ライブ』を放送していた）。珍しい動きで、WEWS-TVはMXの途中でシンジケートされた（そして当時は30分間）『マーサ・スチュワート・リビング』を枠に入れ、それが番組の拡張コーナーであるかのように見せた。
1998年に、番組に大きな変更が発生した。『トゥデイズ・モーニング・エクスチェンジ（Today's Morning Exchange）』というタイトルに変更され、衰退した番組を保存するために、すぐに1時間に短縮された。視聴者とABCはまた、1997年にABCの過去の深夜番組と比較して称賛と成功を収めるために初放送された（そしてネットワークの完全な編集管理下にあった）『ザ・ビュー』を、所定の時間にクリーブランドで放映することを求め始めた。WEWS-TVは、1999年1月18日11:00の適切な時間帯に放送を開始するまで、『ザ・ビュー』を深夜まで延期し続け、MXの『ライブ!』と『ザ・ビュー』の間の自然な流れは殆ど無かった。フレッド・グリフィスは、朝の気象学者であるマーク・ジョンソンが元WJW-TVニュースキャスターのロビン・スヴォボダと共に共同ホストとして就任し、フィールドリポーターに降格された。結果として得られた番組は、視聴者が慣れ親しんだ番組から大きく逸脱し、視聴率はさらに低下した。
僅か数か月後、WEWS-TVは27年に渡って放送してきた『ザ・モーニング・エクスチェンジ』を終了すると発表した。最終週の放送では、グリフィスがホストとして復帰し、番組の放送全体から「MXモーメンツ（MX Moments）」を特集した。1999年9月10日に放送された最終回には、『グッド・モーニング・アメリカ』を含むMX形式を使用した朝の番組のホストの一部との生インタビューが含まれていた。他の全番組のホストは、ほぼ全ての朝のインタビュー番組で使用される形式を確立するパイオニアであるためにMXを賞賛した。

## 『ザ・モーニング・エクスチェンジ』終了後
- ロビン・スヴォボダ（英語版）は、1999年にWEWS-TVのアンカーとなった後、2002年から2005年までクリーブランドのクリスチャン・ミュージック（英語版）ラジオ局のWFHM-FM（英語版）（95.5 FM）でホストを務め、2007年から2011年まで、FOX系列のWJWで『ロビン・スヴォボダ・ショー（The Robin Swoboda Show）』（元々は『ザッツ・ライフ（That's Life）』というタイトル）と呼ばれるMXスタイルの番組のホストを務めた。2012年から2014年まで、WKYCの平日19:00のニュースの共同アンカーを務めた。
- 1991年から1995年まで番組のアンカーを務めたリズ・クラマン（英語版）は、現在、FOXビジネス（英語版）のアンカー・特派員である[8]。